# Стон (Франция)
Стон (фр. Stonne) — коммуна во Франции, находится в регионе Шампань — Арденны. Департамент — Арденны. Входит в состав кантона Рокур-э-Флаба. Округ коммуны — Седан.
Код INSEE коммуны — 08430.
Коммуна расположена приблизительно в 210 км к востоку от Парижа, в 80 км северо-восточнее Шалон-ан-Шампани, в 29 км к юго-востоку от Шарлевиль-Мезьера.

## Население
Население коммуны на 2008 год составляло 45 человек.
| 1962 | 1968 | 1975 | 1982 | 1990 | 1999 | 2008 |
| ---- | ---- | ---- | ---- | ---- | ---- | ---- |
| 38   | 57   | 41   | 39   | 40   | 33   | 45   |

## Администрация
| Период | Период | Фамилия       | Партия | Должность |
| ------ | ------ | ------------- | ------ | --------- |
| 2001   | 2008   | Мариет Лефевр |        |           |
| 2008   |        | Франсьян Клуэ |        |           |

## Экономика
В 2007 году среди 25 человек в трудоспособном возрасте (15—64 лет) 19 были экономически активными, 6 — неактивными (показатель активности — 76,0 %, в 1999 году было 69,6 %). Из 19 активных работали 16 человек (11 мужчин и 5 женщин), безработных было 3 (2 мужчин и 1 женщина). Среди 6 неактивных 3 человека были учениками или студентами, 0 — пенсионерами, 3 были неактивными по другим причинам.

## Фотогалерея

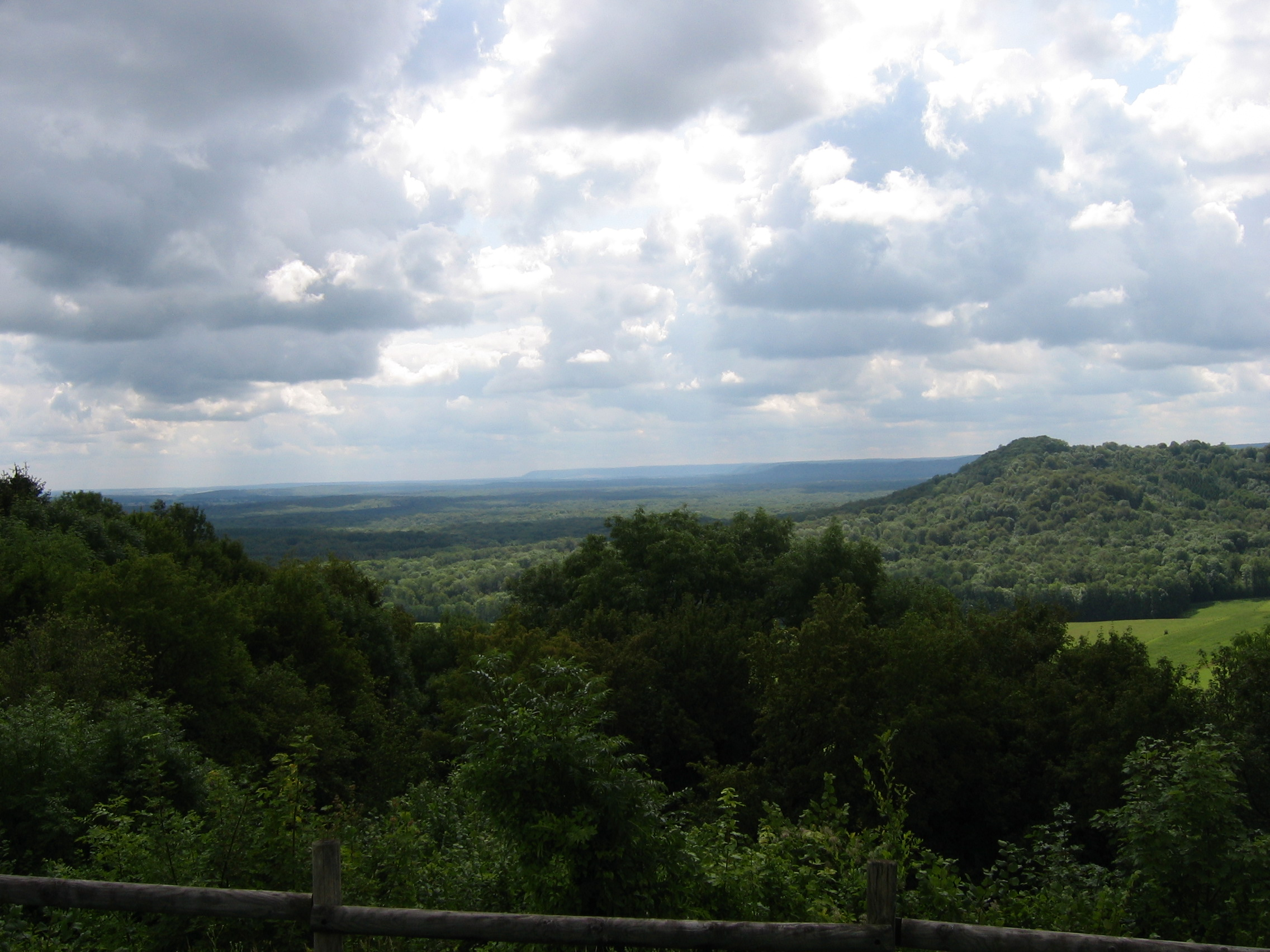
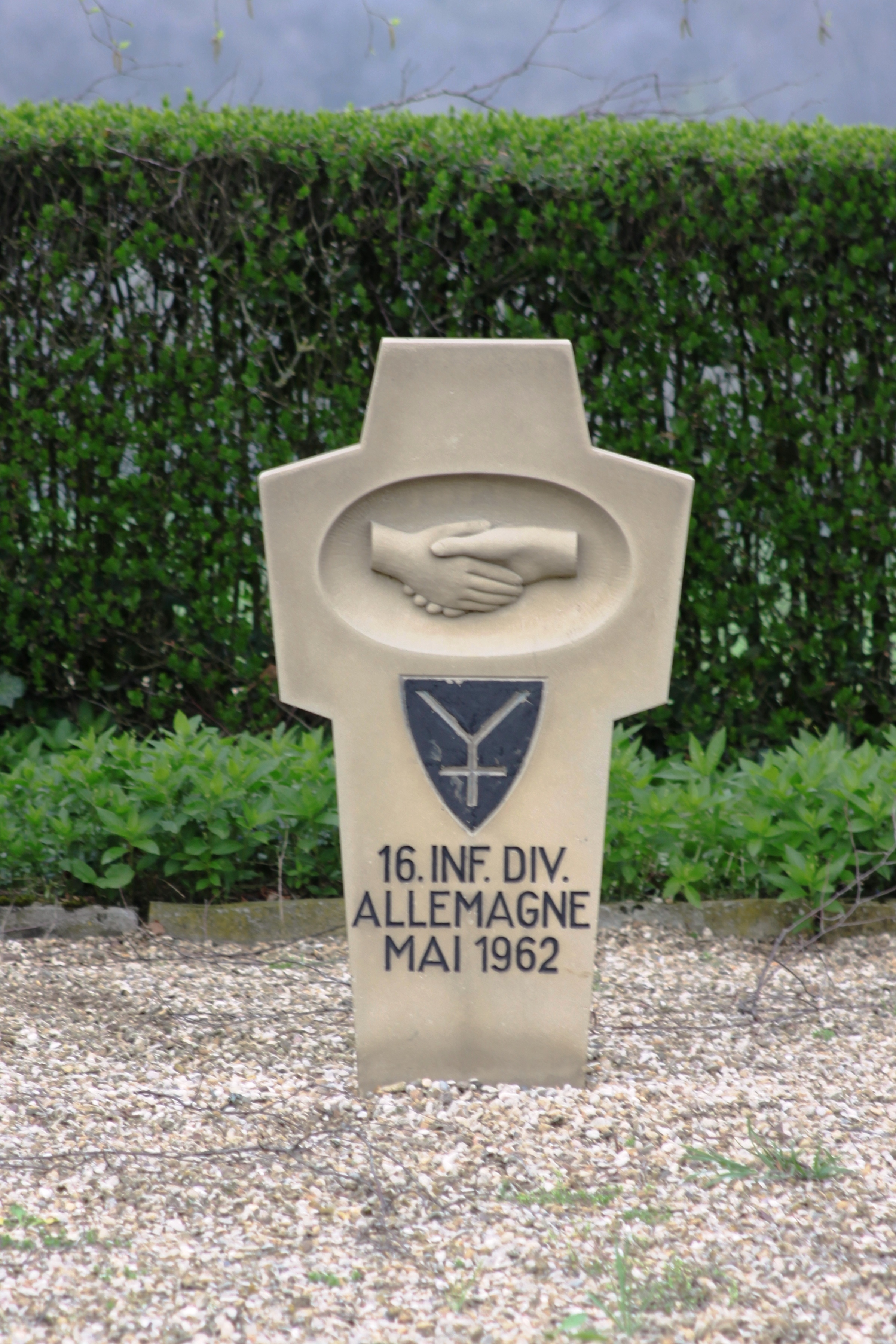
Памятник примирения
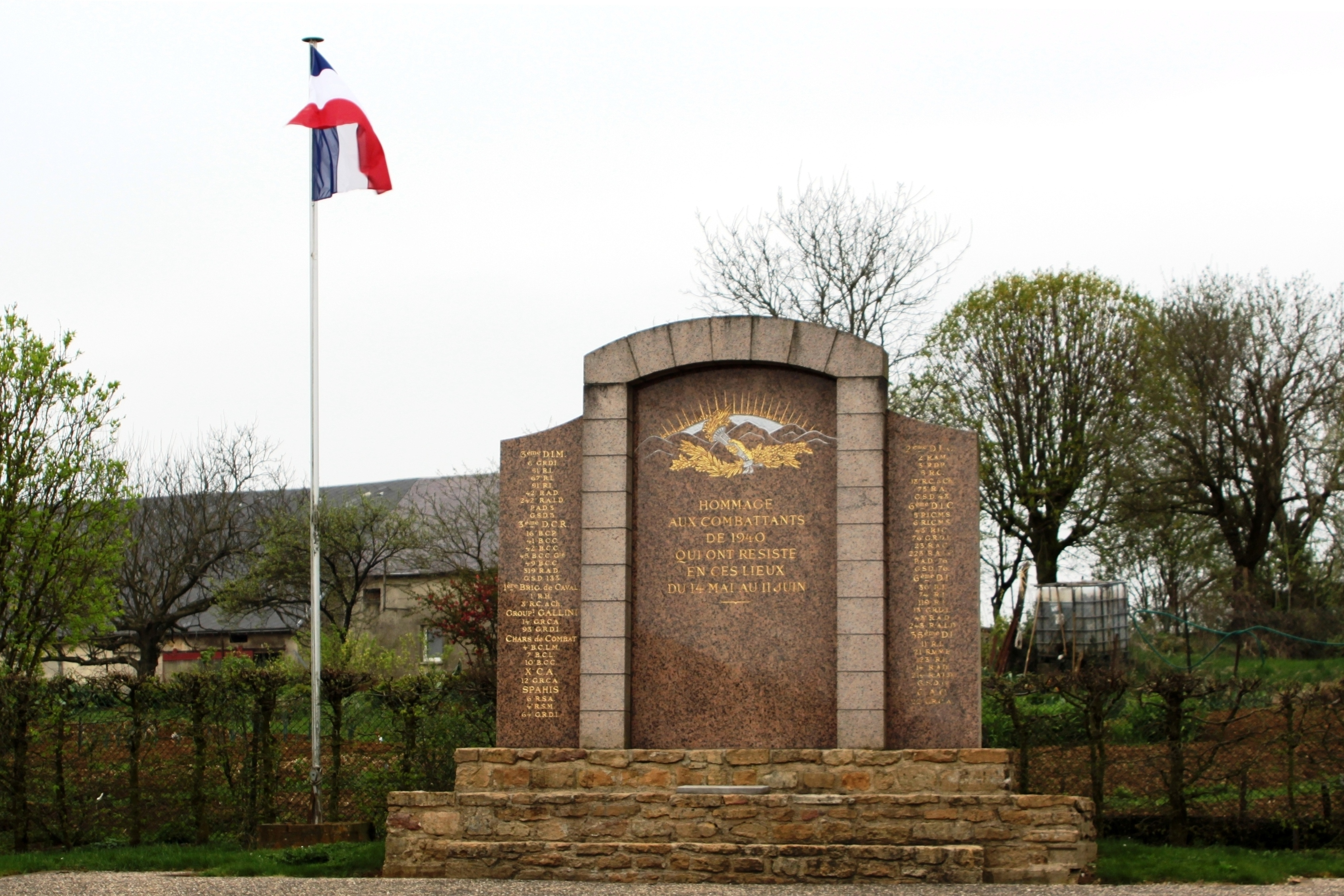
Военный мемориал